# Слуцька гімназія
Гімназія № 1 міста Слуцька — найстаріша школа на території Білорусі, розташована в Слуцьку. Її засновник — князь Януш Радзивілл.

## Історія
1617 року відкрито кальвіністську школу, яка в 1630-х роках стала кальвіністською гімназією. Від 1778 року, коли завершилася реформа, кальвіністська гімназія стала називатися публічним євангелічних училищем, від 1809 року навчальний заклад став називатися публічним повітовим училищем, а від 1868 року набув статусу державної класичної чоловічої гімназії.

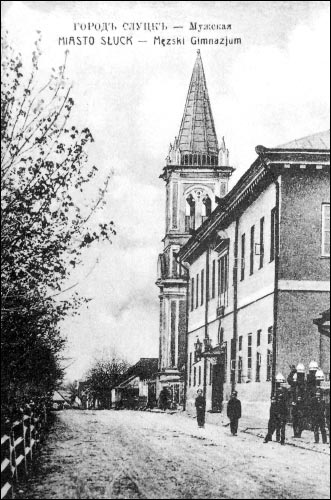
Слуцька гімназія на старій листівці

Кальвіністський навчальний заклад вже у XVII столітті здобув популярність і славу далеко за межами Білорусі як «Слуцькі Афіни», як «Зразкова Слуцька гімназія». І вона змогла зробити це тільки тому, що біля її колиски стояли видатні педагоги свого часу.
Вчителі Андрій Добрянський, Андрій Музоній, Рейнольд Адам та інші засновники Слуцької школи — автори статуту та посібників — були педагогами європейського рівня. Гімназистами, згідно з статутом, могли стати практично всі здібні підлітки, незалежно від віросповідання та соціального походження. В навчанні використовувалися кращі відомі методики того часу, були й такі, які б сьогодні ні в якому разі не застосовувалися в педагогіці. Наприклад, щоб зацікавити учнів краще і глибше знати латинську мову, яка тоді була мовою науки, упродовж двохсот п'ятдесяти років у Слуцькій школі за додаткове вивчення латинських текстів учні отримували пиво. Гімназист за день міг заробити дві склянки.
Дослідник Яків Порецький в Ленінграді відшукав «Статут Слуцької школи», виданий в Любче 1628 року. На основі цього джерела вчений доводить, що на початку XVII століття центр гуманістичної педагогічної думки, по суті, перемістився з Західної Європи в Слуцьк. Зокрема, з цієї причини з'явилася назва «Слуцькі Афіни».
Навчання в гімназії тривало 6-8 років.
В 1809—1836 роках Слуцький навчальний заклад двічі реформували: вводили нові предмети, вперше було призначено світського директора. Поступово школа почала переходити з польської на російську мову навчання. В стінах гімназії розгорнулася боротьба між прихильниками польської та російської культур. Вона досягла свого кульмінаційного пункту в 1862—1863 роках. 1863 року, після придушення повстання під керівництвом К. Калиновського, викладання польської мови в Слуцькій гімназії було скасовано назавжди.
В одній із зал гімназії виступав Якуб Колас. 1923 року в Слуцьку проходили курси підвищення кваліфікації для вчителів, і Колас читав лекції з методики викладання білоруської мови. Для слухачів курсів поет вперше прочитав свою поему «Новая зямля» (Нова земля).
Після Жовтневого перевороту гімназію перетворено на середню школу № 1.
1998 року отримала статус «Гімназія № 1 з поглибленим вивченням англійської мови». 2003 року гімназія успішно пройшла державну атестацію.

## Будівля гімназії
В 1829-38 роках стару дерев'яну будівлю замінила нова кам'яна, зведена за проектом Кароля Подчашинського.
Проєкт гімназії зберігся до наших днів. Будівля є пам'яткою архітектури епохи класицизму, нині в ній міститься один з корпусів гімназії.